# Masaru Hirayama
Masaru Hirayama (平山 大 Hirayama Masaru?,  nacido el 3 de junio de 1972 en Fukui) es un exfutbolista japonés. Jugaba de defensa y su último club fue el Kawasaki Frontale de Japón.

## Trayectoria

### Clubes
| Club                 | País  | Año         |
| -------------------- | ----- | ----------- |
| Nagoya Grampus Eight | Japón | 1995 - 1997 |
| Kawasaki Frontale    | Japón | 1997 - 1998 |

## Palmarés

### Títulos nacionales
| Título             | Club                 | País  | Año  |
| ------------------ | -------------------- | ----- | ---- |
| Copa del Emperador | Nagoya Grampus Eight | Japón | 1995 |